# Hygrophorus olivaceoalbus
A Hygrophorus olivaceoalbus é uma espécie de fungo do gênero Hygrophorus. Os basidiomas aparecem do meio do verão ao final do outono sob coníferas nas florestas montanhosas da América do Norte e da Eurásia. Os píleos são marrom-oliva e viscosos, com estrias escuras e apresentam um umbo escuro; os píleos medem de 3 a 12 cm de diâmetro. Outros aspectos característicos incluem um estipe viscoso de até 12 cm de comprimento que é manchado com escamas irregulares até uma zona semelhante a um anel. De acordo com uma publicação do Conselho da Europa, o fungo está quase extinto na França.
Embora a Hygrophorus olivaceoalbus seja comestível, as opiniões se dividem em relação ao seu sabor. O cogumelo possui compostos semelhantes a antibióticos.

## Taxonomia
A espécie foi descrita oficialmente pela primeira vez como Agaricus olivaceoalbus por Elias Fries em 1815 e havia sido publicada anteriormente como Agaricus adustus por August Johann Georg Karl Batsch em 1783, mas essa foi uma renomeação ilegítima de A. brunneus publicada em 1774 por Jacob Christian Schäffer. Recebeu seu nome científico atual quando Fries a transferiu para o gênero Hygrophorus em 1838. Paul Kummer transferiu a espécie para Limacium em 1871, mas esse gênero foi colocado como sinônimo de Hygrophorus.
Diversas variedades de H. olivaceoalbus foram propostas:
| Variedade          | Autoridade              | Observações |
| ------------------ | ----------------------- | --- |
| var. olivaceoalbus | (Fr.) Fr. (1883)        | Táxon nominado |
| var. candidus      | Quél. (1881)            | Uma forma descrita das Cordilheiras do Jura (França) com finos espinhos fibrilosos no topo do estipe. |
| var. obesus        | (Bres.) Rea (1922)      | Nomeada por seu estipe robusto; agora é sinônimo de Hygrophorus latitabundus. |
| var. intermedius   | Hesler e A.H.Sm. (1963) | Os esporos reagem de forma hialina com hidróxido de potássio. É encontrada sob Picea engelmannii no Colorado, EUA. |
| var. gracilis      | Maire (1933)            | De acordo com a descrição original, essa variedade tem esporos menores (9-13 × 6-6,5 μm) do que o nominado e aparece em solo contendo sílica sob pinheiros e faias na Espanha. Hesler e Smith, no entanto, referem-se a basidiomas menores e esporos maiores do que os do táxon nominado (10-14 × 5,5-7,5 μm); além disso, as hifas da pileipellis reagem em marrom escuro com o reagente de Melzer. De acordo com Hesler e Smith, ela ocorre sob abetos em Oregon, Washington, Michigan e Colúmbia Britânica. |

A H. olivaceoalbus juntamente com H. pustulatus, H. persoonii, H. mesotephrus e H. latitabundus formam a seção Olivaceoumbrini dentro do gênero Hygrophorus. Os fungos dessa seção têm píleos e estipes gordurosos a viscosos. Seus píleos são marrom-acinzentados escuros, oliva ou laranja, e seus estipes são reticulados ou nitidamente anelados.
Os nomes comuns usados para o cogumelo incluem "hygrophorus oliva" (olive hygrophorus), "lamela cerosa com bainha" (sheated waxgill) e "píleo ceroso oliva" (olive wax cap). O epíteto específico olivaceoalbus é derivado das palavras em latim para marrom-oliva (olivaceus) e branco (albus).

## Descrição

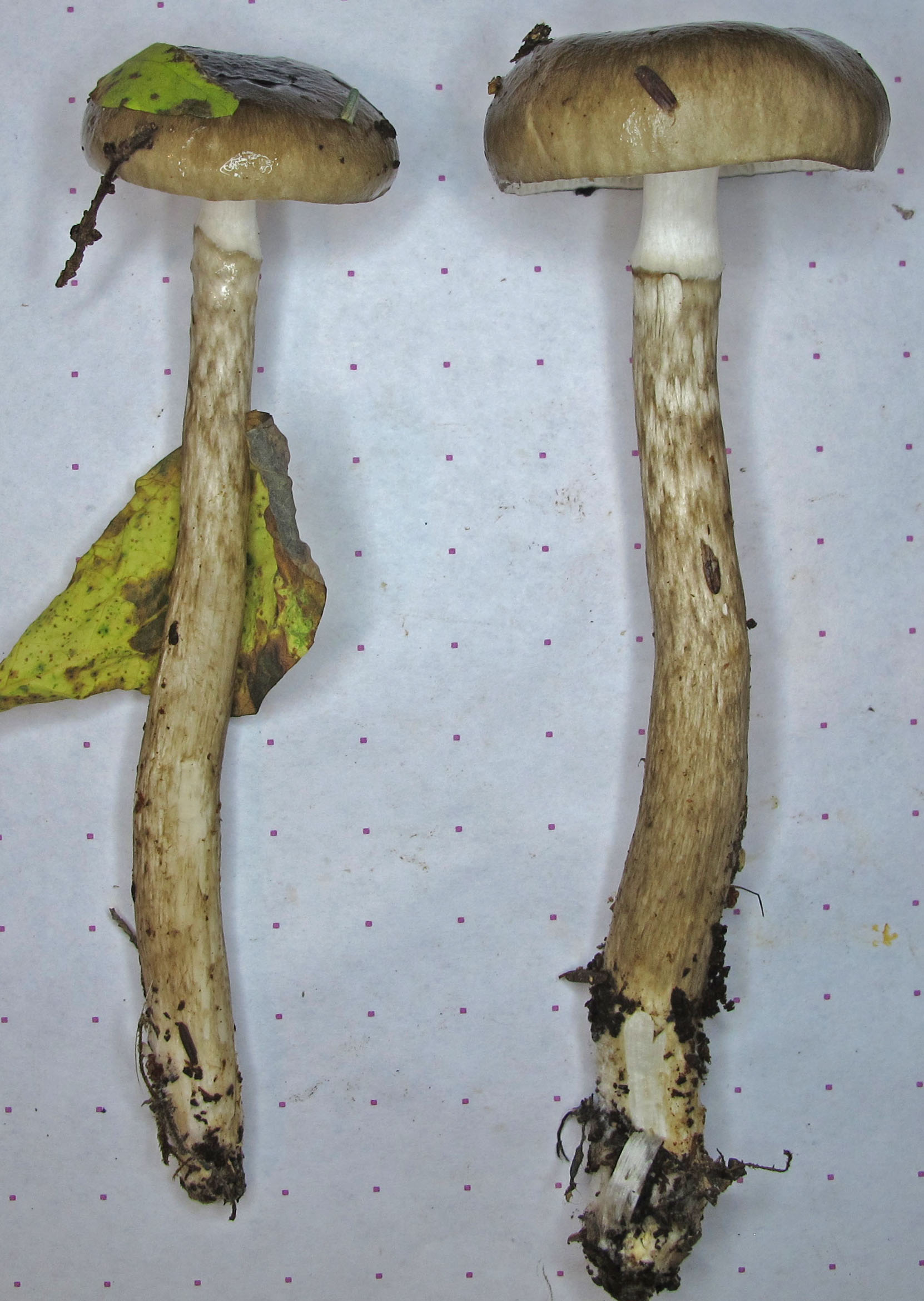
Abaixo da zona anular, o estipe é reticulado; acima, é liso e branco.

O píleo tem de 3 a 12 cm de largura e é hemisférico nos cogumelos jovens; eles se tornam mais planos e mais largos com a idade, mas mantêm seu umbo escuro característico. Sob a superfície viscosa cinza a marrom fuliginosa, a pileipellis é estriada com fibras finas, cinza-escuras e dispostas radialmente. Os basidiomas novos são cobertos por duas camadas de velum; o velum interno, composto de fibrilas escuras, torna-se um anel ou bainha (zona anular) no estipe que é coberto pela camada externa gelatinosa.
O basidioma tem um estipe longo que varia de 3 a 12 cm, um diâmetro de 1 a 3 cm e uma superfície um tanto viscosa em clima úmido. Muitas vezes é ondulado ou dobrado. A base do estipe as vezes é mais fina do que perto do ápice. Acima da zona anular, o estipe é liso e branco. Ele é coberto por duas camadas de tecido: a camada externa pegajosa e a camada interna comparativamente fina, que consiste em fibras escamosas, semelhantes àquelas sob a camada viscosa do píleo, com a qual estão inicialmente ligadas. À medida que o estipe cresce e aumenta de comprimento, a camada interna se rasga e se divide em faixas concêntricas escuras e irregulares. As lamelas são grossas, amplamente espaçadas e adnatas (amplamente presas) a decorrentes (estendendo-se ligeiramente para baixo no estipe); são brancas (ligeiramente acinzentadas na base) e têm uma superfície cerosa.
A carne do cogumelo é lisa, fina e branca. O sabor e o odor são suaves e não têm cheiro distinto. Quando tratada com uma solução diluída de hidróxido de sódio (NaOH) ou ácido sulfúrico, a carne fica avermelhada. A esporada é branca.

### Características microscópicas
Os esporos têm 9 a 12 por 5 a 6 μm, são elipsoides e não são amiloides; sua superfície é lisa. Eles são amarelos no reagente de Melzer. Os basídios têm dimensões de 46 a 62 por 7 a 10 μm e possuem quatro esporos com esterigmas curtos. Eles não têm pleurocistídios nem queilocistídios.
A pileipellis tem uma largura de 250 a 450 μm e consiste em hifas escuras em forma de laço com uma largura de 2 a 3 μm, que formam uma ixocútis (uma camada horizontal gelatinosa de hifas) e possuem fíbulas; o fungo não tem hipocutis. A trama das lamelas consiste em hifas com cerca de 3 a 8 μm de espessura; o tecido do píleo é composto por hifas radiais.
A micorriza formada é branca e tem uma superfície lisa e cerosa, com várias camadas de hifas formadas ao redor das raízes das árvores; as vezes, essa micorriza apresenta hipertrofia. As hifas são cobertas por uma massa gelatinosa que é secretada pelas paredes externas das hifas. As ectomicorrizas podem atingir comprimentos de até 10 mm e têm poucos ramos laterais; muitas ectomicorrizas mais antigas têm uma cavidade na ponta que se assemelha a um buraco.

### Espécies semelhantes
A Hygrophorus olivaceoalbus apresenta semelhanças com outras espécies intimamente relacionadas do gênero Hygrophorus, algumas das quais têm apenas pequenas diferenças nas características físicas. Os exemplos incluem H. pustulatus, H. inocybiformis, H. tephroleucus ou H. morrisii. No campo, a H. olivaceoalbus se distingue por uma combinação de características, incluindo o velum duplo, as estrias escuras no píleo viscoso, a reticulação do estipe e o crescimento sob pinheiros, bem como por características microscópicas. Não há risco de confundi-la com fungos tóxicos.
A . persoonii e a H. olivaceoalbus produzem micosterina (esterol) diferente e sua carne reage de forma diferente com a adição de hidróxido de sódio (vermelho na H. olivaceoalbus e verde-oliva na H. persoonii). Além disso, a H. persoonii favorece os carvalhos como parceiros micorrízicos. A espécie norte-americana H. inocybiformis produz um basidioma menor, com píleos medindo 3-6 cm de largura e estipes secos que medem 3-6 cm de comprimento por 0,5-1,2 cm de espessura.

## Habitat e distribuição
A Hygrophorus olivaceoalbus forma micorrizas com coníferas. Na costa oeste dos Estados Unidos, as associações são mais comuns com Picea sitchensis e sequoias costeiras. Nas Montanhas Rochosas, associa-se à Picea engelmannii e ao espruce azul e, no nordeste da América do Norte, a tsuga. Geralmente, favorece solos ácidos e calcários com musgos em altitudes mais elevadas, bem como florestas de coníferas e, ocasionalmente, florestas mistas. Os cogumelos são frequentemente encontrados isoladamente, mas também podem crescer em grupos.
A área de distribuição da H. olivaceoalbus se estende pelo norte e oeste da América do Norte, bem como pela Europa (exceto a região mediterrânea) e pela Rússia. O fungo normalmente frutifica entre o final do verão e o início do inverno, e ocasionalmente (dependendo da localização geográfica e do clima) em junho ou até dezembro. Atualmente, a população não está ameaçada, exceto na França, onde está quase extinta.

## Usos

### Comestibilidade
O cogumelo Hygrophorus olivaceoalbus tem um uso especial na cozinha, mas o sabor indistinto tem uma recepção diversa em geral. Kate Mitchel considera a superfície cerosa "pouco apetitosa", enquanto David Arora descreveu o sabor como "insípido e viscoso". Alguns autores sugerem remover a cutícula da píleo antes de comer. No geral, vários autores consideram o cogumelo comestível, mas ainda é necessário ter cuidado, pois "nem todo mundo pode comê-lo". A popularidade desse cogumelo varia de uma região para outra. Ele é mais comumente consumido na Europa do que na América do Norte e é cobiçado de forma diferente na Europa. Por exemplo, na Espanha, é mais apreciado na Catalunha; os pratos à base de cogumelos nessa região são mais comuns do que no resto da Espanha.

### Farmacologia

Derivado de ciclopentenona, isolado de H. olivaceoalbus e seu derivado de etilo semissintético, com R^{1}, R^{2} e R^{3} = H ou Ac e n = 14 ou 16.

Os derivados de ciclopentenonas, as chamadas higroforonas, podem ser obtidos do basidioma do H. olivaceoalbus; o fungo os produz como metabólitos secundários. Os compostos detectados são polióis e têm um efeito antifúngico e antibacteriano, especialmente em relação a bactérias gram-positivas. A H. olivaceoalbus é, portanto, uma importante fonte de antibióticos, especialmente porque as higroforonas também têm um efeito em culturas bacterianas que são resistentes a antibióticos contemporâneos, como a meticilina, a ciprofloxacina ou a vancomicina. O fungo tem sido usado na medicina tradicional chinesa, onde é conhecido por seus componentes de cura, como as 4, 6 ou 4,5,6-tri-O-acetil higroforonas B14.

## Links externos
- Hygrophorus olivaceoalbus em Index Fungorum
- Imagens em Mushroom Observer
- Funghi in Italia - descrição (em italiano) e várias fotos